# Wouterus van Esveld
Wouterus van Esveld (Amersfoort, 26 mei 1844 – 2 februari 1905) was een bankdirecteur en politicus in Suriname.
Hij werd geboren als zoon van Rijk van Esveld (1803-1872; stadsfabriek/stadsbouwmeester) en Dirkje van Raalt (1804-1877). In 1865 werd hij toegelaten als leerling voor de telegrafie. Een jaar later werd hij, na afleggen van een examen, telegrafist 3e klasse en in 1873 promoveerde hij tot telegrafist 2e klasse. Van Esveld was directeur van het Rijkstelegraafkantoor in Goor voor hij 1876 directeur werd van het Post- en Telegraafkantoor in Hengelo. Begin 1881 ging hij naar Amsterdam vanwege zijn benoeming tot commies bij de directie van de kort daarvoor opgerichte Rijkspostspaarbank.
In 1882 werd hij de opvolger van A. d'Angremond als directeur-voorzitter van de Surinaamsche Bank in Paramaribo. Hij zou die functie 20 jaar vervullen.
Naast zijn werk als bankdirecteur was hij actief in de politiek. In 1883 werd hij door de gouverneur benoemd tot lid van de Koloniale Staten. Na 7 jaar Statenlidmaatschap werd hij op zijn verzoek niet meer herbenoemd.
In 1902 werd hij hoofddirecteur van de Surinaamsche Bank in Amsterdam. Van Esveld zou in 1905 op 60-jarige leeftijd overlijden.